# Вошасси
Вошасси́ (фр. Vauchassis) — коммуна во Франции, находится в регионе Шампань — Арденны. Департамент — Об. Входит в состав кантона Эстиссак. Округ коммуны — Труа.
Код INSEE коммуны — 10396.
Коммуна расположена приблизительно в 140 км к юго-востоку от Парижа, в 90 км южнее Шалон-ан-Шампани, в 14 км к юго-западу от Труа.

## Население
Население коммуны на 2008 год составляло 516 человек.
| 1962 | 1968 | 1975 | 1982 | 1990 | 1999 | 2008 |
| ---- | ---- | ---- | ---- | ---- | ---- | ---- |
| 376  | 353  | 400  | 417  | 488  | 491  | 516  |

## Администрация
| Период | Период | Фамилия           | Партия | Примечания |
| ------ | ------ | ----------------- | ------ | ---------- |
| 2001   | 2008   | Маривон Денжеманс |        |            |
| 2008   |        | Брюно Мартино     |        |            |

## Экономика
В 2007 году среди 349 человек в трудоспособном возрасте (15—64 лет) 264 были экономически активными, 85 — неактивными (показатель активности — 75,6 %, в 1999 году было 75,6 %). Из 264 активных работали 248 человек (135 мужчин и 113 женщин), безработных было 16 (8 мужчин и 8 женщин). Среди 85 неактивных 38 человек были учениками или студентами, 28 — пенсионерами, 19 были неактивными по другим причинам.

## Достопримечательности
- Успенский собор (XVIII век). Памятник истории с 1986 года[3]

## Фотогалерея

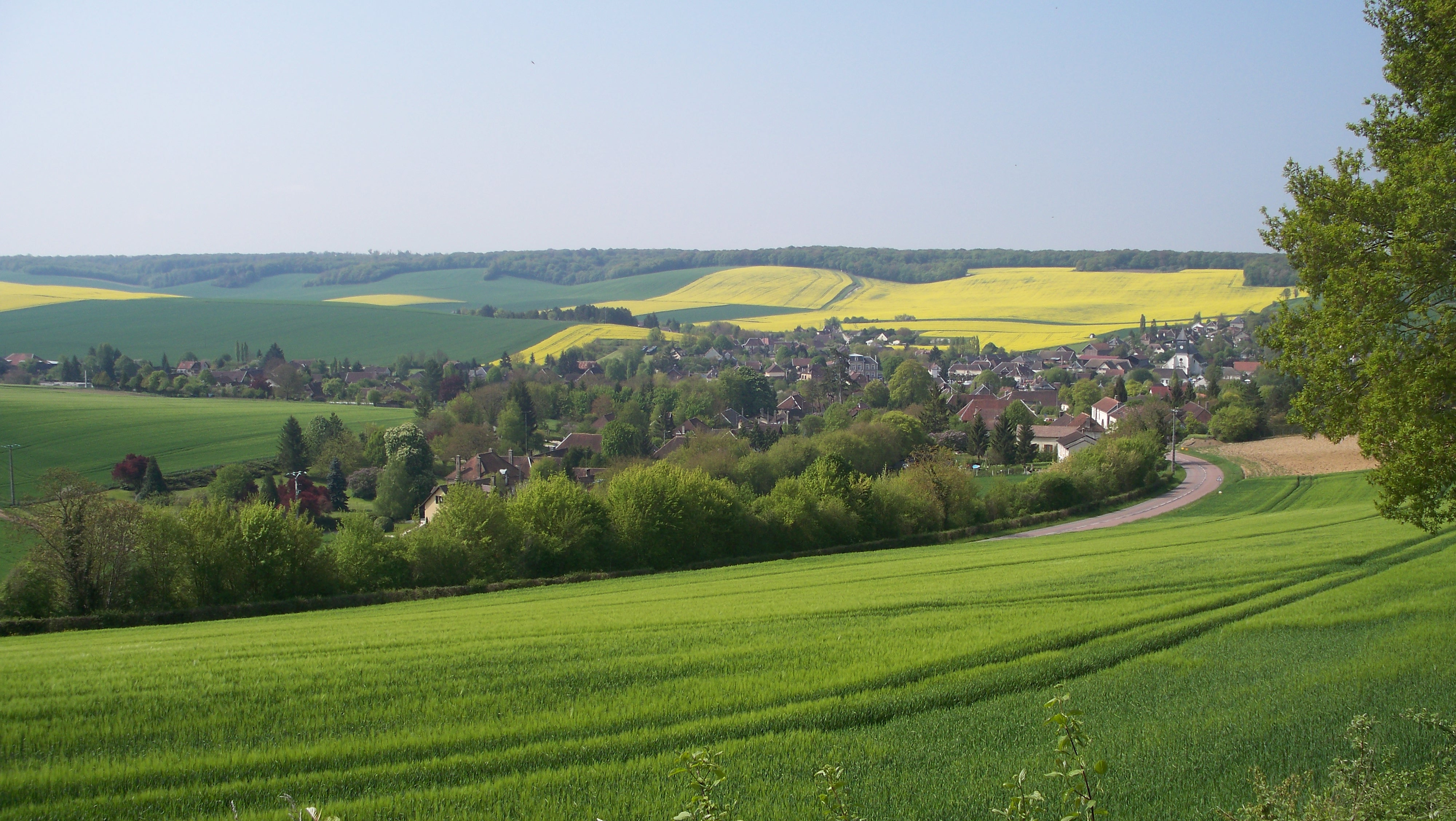
Вошасси
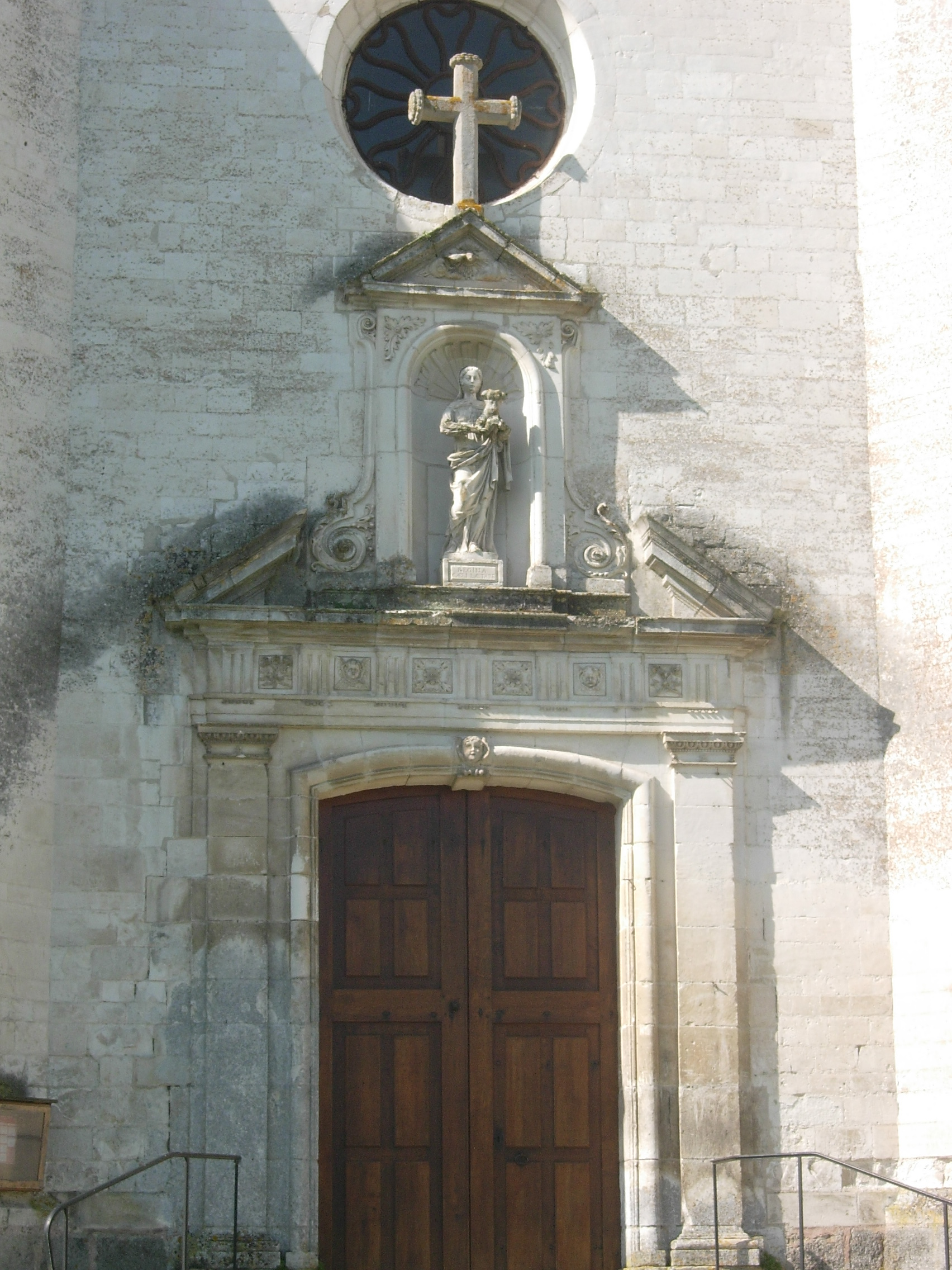
Успенский собор
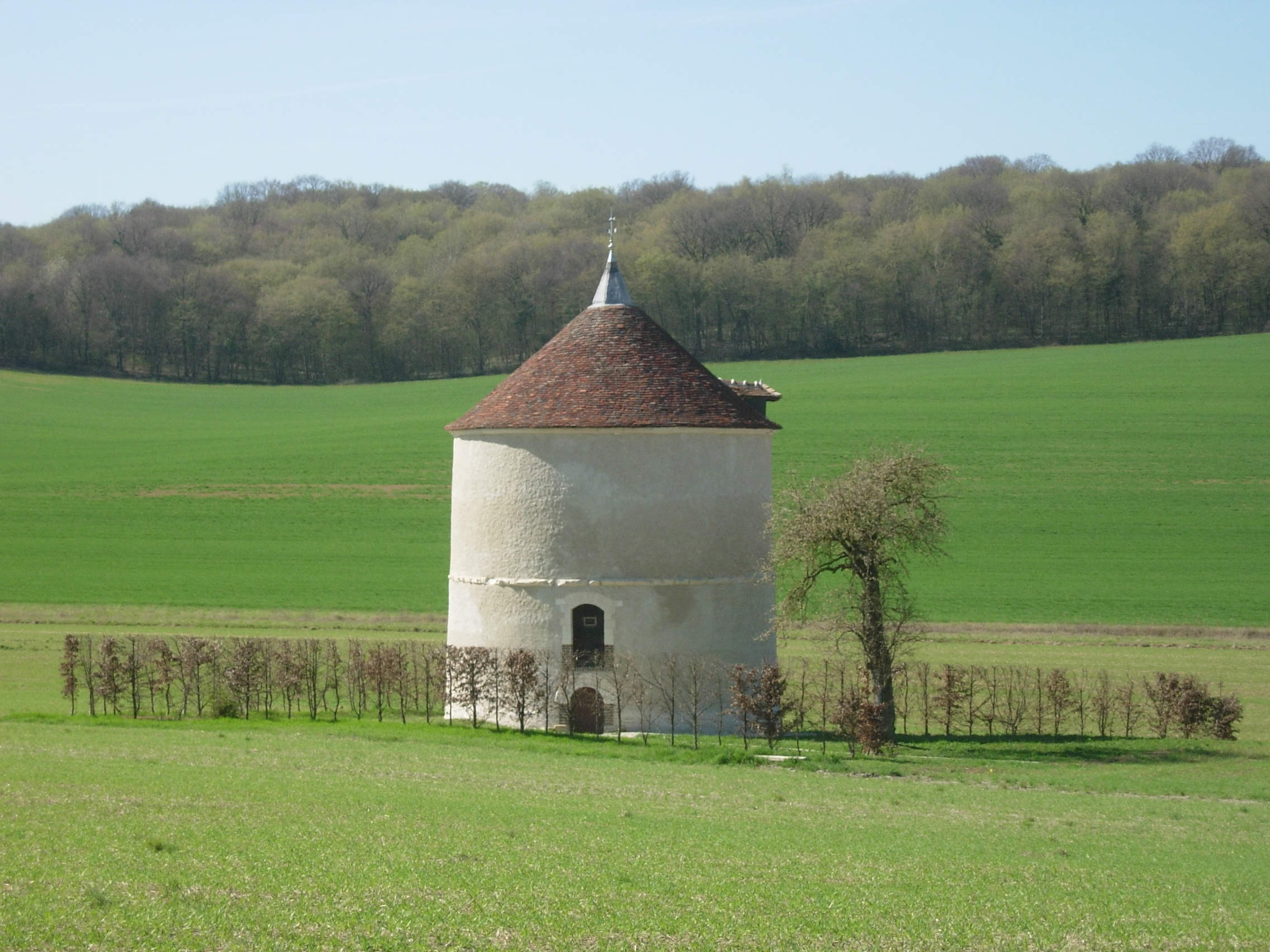
Голубятня